# London Noses
London Noses (pol. Londyńskie Nosy) lub Seven Noses of Soho (pol. siedem nosów Soho lub siedem nosów na Soho) – instalacja artystyczna znajdująca się na budynkach w Londynie. To gipsowe reprodukcje nosa artysty, wystające ze ścian budowli. Zostały stworzone przez artystę Ricka Buckleya w 1997 roku. Początkowo około 35 nosów zostało dołączonych do budynków takich jak National Gallery i Tate Britain, ale do 2011 roku przetrwało tylko około 10.
Artystę sprowokowało kontrowersyjne wprowadzenie kamer CCTV w całym Londynie i zainspirowany zainstalował nosy pod kamerami. Od tego czasu powstało wiele mitów i nieprawdziwych informacji na temat London Noses. Na przykład nos wewnątrz Admiralty Arch miał zostać stworzony po to, by kpić z Napoleona Bonaparte, i że nos zostałby podkręcony przez kawalerię z pobliskiej Horse Guards Parade, gdyby przechodzili przez ten łuk. Inna historia opowiadająca o instalacji Seven Noses of Soho, która przyniosłaby wielką fortunę tym, którzy znaleźli ich wszystkich. Nosy znajdują się w Admiralty Arch, na Great Windmill Street, Meard Street, Bateman Street, Dean Street, Endell Street i D’arbly Street w centrum Londynu.

## Rozmieszczenie
| Nr.    | Status        | Lokalizacja                | Współrzędne                                  | Ilustracja |
| ------ | ------------- | -------------------------- | -------------------------------------------- | ---------- |
| 1.     | istniejący    | Admiralty Arch             | 51°30′24,4″N 0°07′51,0″W/51,506790 -0,130847 |            |
| 2.     | istniejący    | Great Windmill Street      | 51°30′39,9″N 0°08′10,7″W/51,511080 -0,136293 |            |
| 3.     | istniejący    | Meard Street               | 51°30′47,8″N 0°08′06,7″W/51,513267 -0,135201 |            |
| 4.     | istniejący    | Bateman Street             | 51°30′50,4″N 0°08′02,3″W/51,513999 -0,133976 |            |
| 5.     | istniejący    | Dean Street                | 51°30′50,8″N 0°08′06,0″W/51,514105 -0,134998 |            |
| 6.     | istniejący    | Endell Street              | 51°30′53,4″N 0°07′37,8″W/51,514833 -0,127162 |            |
| 7.     | istniejący    | D’arbly Street             | 51°30′53,7″N 0°08′08,4″W/51,514911 -0,135655 |            |
| 8.–35. | nieistniejące | dawna lokalizacja nieznana | dawna lokalizacja nieznana                   |            |